# Ceradenia nubigena
Ceradenia nubigena är en stensöteväxtart som först beskrevs av William Ralph Maxon, och fick sitt nu gällande namn av Luther Earl Bishop. Ceradenia nubigena ingår i släktet Ceradenia och familjen Polypodiaceae. Inga underarter finns listade.